# Campanha Save Aramoana
A campanha Save Aramoana foi formada em 1974 para se opor a uma proposta criação de uma usina de alumínio em Aramoana na Nova Zelândia. 
No final dos anos 1970 Aramoana foi proposto como local de uma grande fundição de alumínio por um consórcio de Nova Zelândia, Fletcher-Challenge, da Austrália CSR Limited e a empresa suíça Alusuisse. Uma fundição de alumínio já operava em Tiwai Point quando a fundição em Aramoana foi proposto.

## Estado Independente de Aramoana
- Data de fundação: 23 de dezembro de 1980
- Língua oficial: inglês
- Moeda proposta: Dólar da Nova Zelândia

O planeamento para a construção de uma fundição iria destruir as localidades de Aramoana e Te Ngaru e, também ameaçava a reserva local de vida selvagem. Em resposta a isto, um grupo de residentes da região anunciou a sua separação da Nova Zelândia a 23 de Dezembro de 1980, criando um "posto fronteiriço" e uma "embaixada itinerante", imprimindo passaportes, certificados de cidadania e selos e, decidiu aproveitar as receitas da provável publicidade sobre o assunto para criar uma campanha nacional de raiz para se opor à fundição. A campanha chamou a atenção de vários artistas, incluindo Ralph Hotere.
O consórcio foi aprovado pelo governo da Nova Zelândia, que inicialmente propôs um subsídio para o custo da electricidade exigida para a fundição funcionar, levando a receios de que toda a população da Nova Zelândia iria sofrer um significativo aumento do preço da electricidade a longo prazo. No entanto, a campanha levada a cabo por Aramoana e os seus apoiantes eventualmente forçou a governo a recuar, colocando em causa a viabilidade económica do projecto. 
Este desenvolvimento, combinado com o declínio dos preços mundiais do alumínio, levaram à eventual retirada da firma Alusuisse do consórcio em Outubro de 1981. Os restantes membros do consórcio não conseguiram assegurar o capital necessário para o investimento e, eventualmente abandonaram o projecto, levando à reintegração pacífica do Estado Independente de Aramoana na Nova Zelândia. A proposta ainda hoje é lembrada como um assunto divisor.